# Белгородская стена
Белогоро́дская, или Белгоро́дская, стена́ — выбеленная кирпичная крепостная стена, окружавшая московский Белый город с конца XVI по конец XVIII века. Предположительно от цвета стены, выбеленной известью, и получила название эта часть города. При Екатерине II обветшавшая стена была снесена и на её месте проложено Бульварное кольцо. Стена была внешней всего лишь один год[уточнить].

## История
Стена выстроена при царе Фёдоре I Иоанновиче, в 1585—1591 годах, зодчим Фёдором Савельевичем Конём на месте деревянных укреплений на земляном валу, сгоревших в 1571 году при набеге крымских татар. Соловецкий летописец начала XVII века сообщает:

В лето 7097 того же году совершён бысть на Москве Белый город каменной и нарекли Царёв город, а заложен в 93 году.
Созданная за очень короткий срок стена сильно пострадала в Смутное время и, видимо, претерпела некоторые изменения к концу XVII века. После Северной войны окончательно потеряла фортификационное значение. С ворот Белого города сняли охрану и перестали запирать на ключ по ночам. Москвичи стали разбирать стены на кирпич для собственного жилья. Многие здания в Москве XVIII века были выстроены из белгородского кирпича: например, Воспитательный дом и дом генерал-губернатора на Тверской.
Разбор стены привёл к тому, что часть стены обрушилась, придавив прохожих. Тогда было решено снести обветшавший рудимент средневековья. Генерал-губернатор Михаил Волконский в июне 1774 года возглавил Каменный приказ, который следил за сносом стены и высадкой на её месте деревьев. Так в Москве возникло Бульварное кольцо. Арбатские ворота были снесены последними — в июле 1792 года; впрочем, ещё в 1805 году существовал фрагмент стены на берегу Неглинной с проёмом для реки — так называемая «Труба».
В 2007 году в районе Покровского бульвара при строительстве подземной парковки был обнаружен фрагмент остатков стены Белого города, который власти решили законсервировать для всеобщего обозрения. На Хохловской площади была сделана площадка с посадочными местами в виде открытого амфитеатра.

## Внешний вид стены
Стена Белого города с одной стороны начиналась от Водовзводной башни Кремля, а другим концом подходила к угловой башне стены Китай-города. В основание стены был положен белый камень (ещё одно возможное объяснение её названия), а сама стена была сложена из большемерного кирпича и забутована внутри.
Документы, по которым можно представить себе облик стены Белого города, противоречивы. На аксонометрических планах указано разное число башен и ворот, да и сами они изображены по-разному. Эти изображения дополняют описания стены, сделанные разными иностранными путешественниками. Кроме того, в Смоленске существуют крепостные стены, построенные Фёдором Конём уже после стены Белого города. Они сохранились и могут послужить аналогом.
Белгородская стена была выше Китайгородской и, подобно Кремлёвской стене, была увенчана зубцами с «ласточкиными хвостами». Павел Алеппский отмечает наличие машикулей навесного боя и наклонность поверхности стены внутрь. Длина стены — 10 км, толщина до 4,5 м.

## Башни Белого города
Николай Фальковский в своей книге «Москва в истории техники» пишет, что стена Белого города имела 17 глухих башен, в основном прямоугольных в плане, покрытых четырёхгранными шатрами с несколькими ярусами боя, и 10 проездных башен, имевших трёхшатровые завершения (всего 27 башен). Вдоль стен был прорыт ров, заполненный водой. Высота башен колебалась от 13 до 20 метров.
Одна из башен была семишатровой (Семиверхая башня). Семишатровой её назвали за семь остроконечных шатров. Она также называлась и Алексеевской — по стоявшему рядом Алексеевскому монастырю. Эта угловая башня выделялась среди прочих своим архитектурным решением. Шатры возвышались над шестигранником башни с полукружиями бойниц, откуда выглядывали жерла пушек. Седьмой, самый высокий шатёр, возвышался в центре башни. Пушки Семишатровой башни были нацелены на Крымский брод — наиболее опасную окраину Москвы, откуда часто совершала набеги татарская конница. Эту башню изобразил в одной из своих картин русский художник и знаток древней Москвы Аполлинарий Васнецов.
По Москве-реке Белый город защищали две мощные угловые башни: с одной стороны Семиверхая (Алексеевская), с другой — «башня глухая, круглая, что на Васильевском лужку» (у устья Яузы; рядом с ней были проделаны проломные ворота). Особо упоминаются также глухая башня против Сивцева вражка, глухая Дмитровская башня на том месте, где в стену упиралась Дмитровка, и «башня, что под неё подведена Труба» — то есть башня, охранявшая проём, через который втекала в город река Неглинная

## Ворота Белого города
- Всехсвятские (Трёхсвятские, они же Водяные) в конце Ленивки, выводившие к Москве-реке и Всехсвятскому (Большому Каменному) мосту;
- Чертольские (Пречистенские) (ныне площадь Пречистенские Ворота);
- Арбатские (Смоленские) (ныне площадь Арбатские Ворота);
- Никитские (ныне площадь Никитские Ворота);
- Тверские (ныне Пушкинская площадь, ранее — площадь Тверские Ворота);
- Петровские (ныне площадь Петровские Ворота);
- Дмитровские (в XVII веке переделаны в глухую башню);
- Сретенские (ныне площадь Сретенские Ворота);
- Фроловские (Мясницкие) (ныне площадь Мясницкие Ворота);
- Покровские (Кулижские) (ныне площадь Покровские Ворота);
- Яузские (ныне площадь Яузские Ворота).

Названия московских площадей сохранили память о разрушенных башнях-воротах. Сюда же следует отнести и Трубную площадь.